# Río Blanco (Campanario)
El río Blanco, es un curso natural de agua que nace en la cordillera de los Andes, de la Región del Maule, y fluye con dirección general sur hasta desembocar en el río Campanario (Maule).

## Trayecto
El río Blanco nace en la divisora de aguas del río Puelche, en la cordillera de los Andes de la Región del Maule y desemboca en el río Campanario (Maule)